# Утика
Утика е античен град, съществувал от VIII век пр.н.е. до VII век, разположен на 25 km северно от центъра на съвременния град Тунис.
Традиционно Утика се смята за първата финикийска колония в Северна Африка. През IV век пр.н.е. Утика попада под политическия контрол на Картаген, а през 150 година пр.н.е. е завладяна от Римската република и става център на провинция Африка. През 439 година градът е превзет от вандалите, през 534 година - от Византийската империя, а около 700 година е разрушен от арабите.